# Poisson-ange à front jaune
Pomacanthus xanthometopon
Espèce
Statut de conservation UICN

 LC  : Préoccupation mineure
Synonymes
- Euxiphipops xanthometopon
- Holacanthus xanthometopon

Le Poisson-ange à front jaune ou Poisson-ange à tête bleue (Pomacanthus xanthometopon) est un poisson appartenant à la famille des Pomacanthidae. Il vit dans l'océan Indien est et dans l'océan Pacifique ouest, dans les récifs coralliens entre 5 et 50 m de profondeur. 

Poisson-ange à front jaune
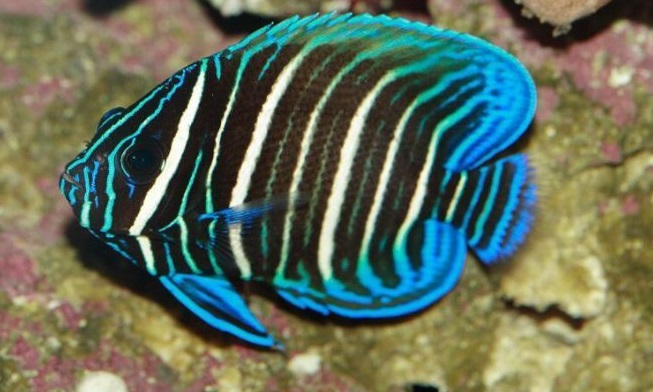
Juvénile
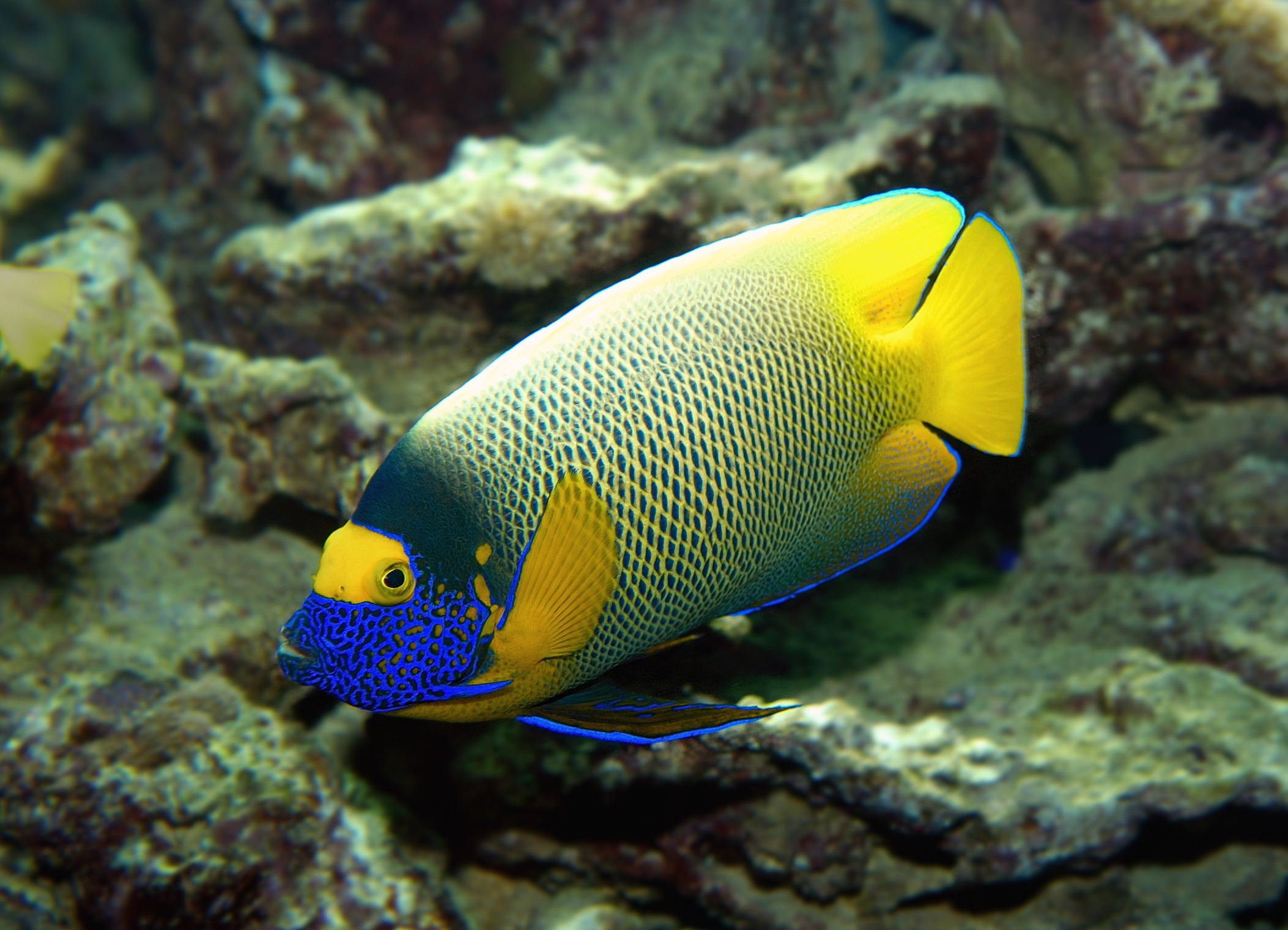
Jeune adulte
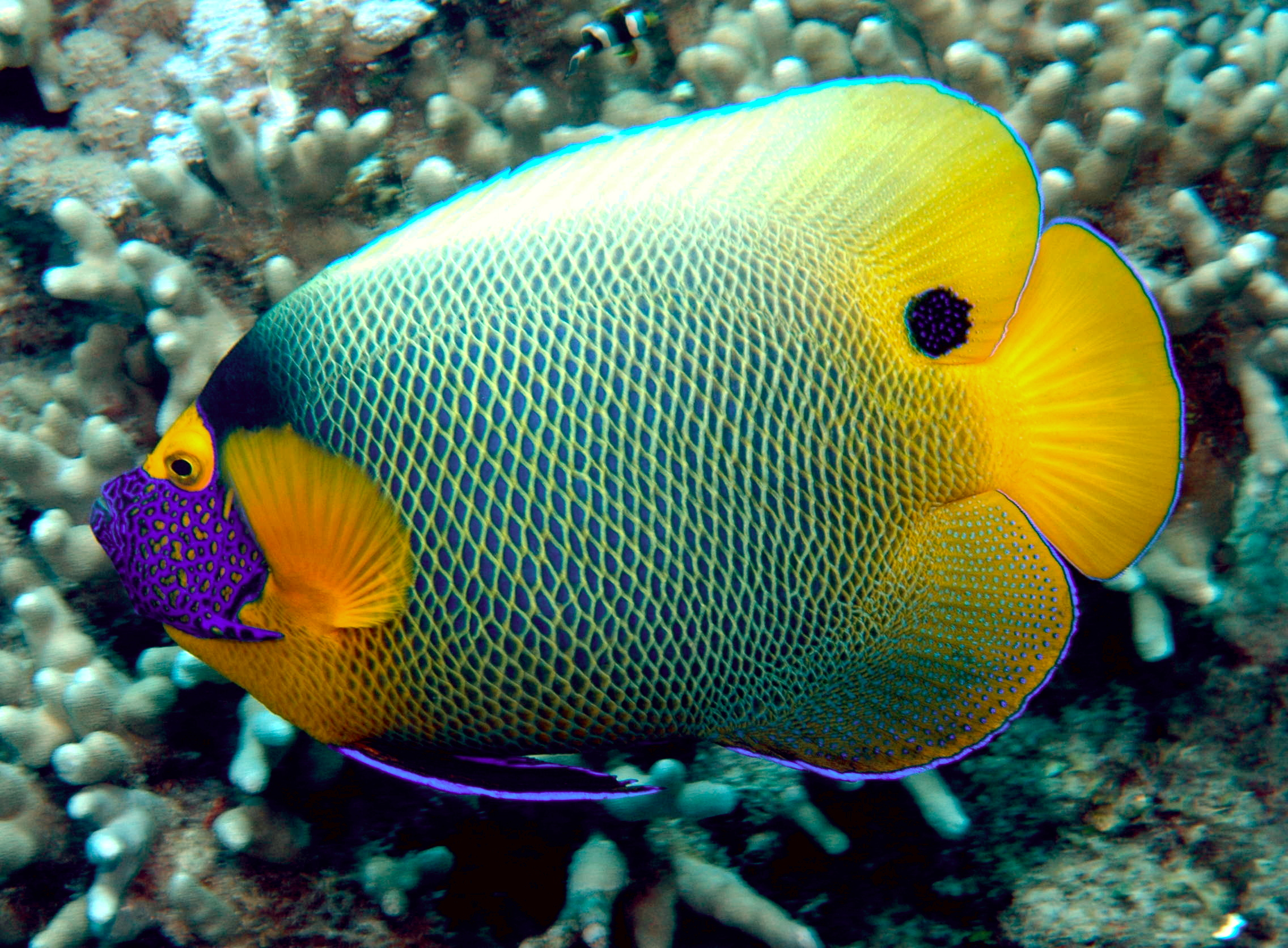
Adulte
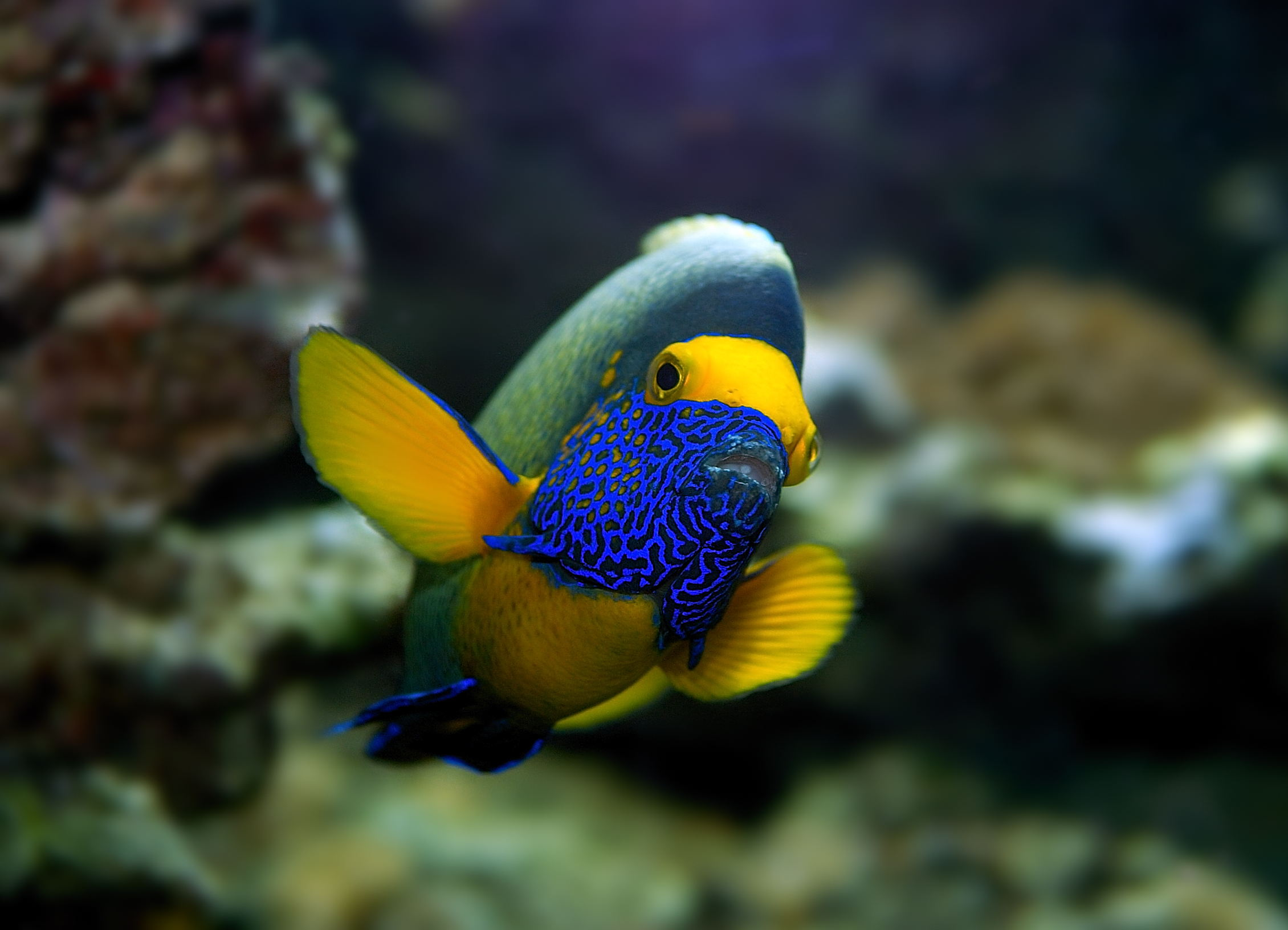
Vue de face
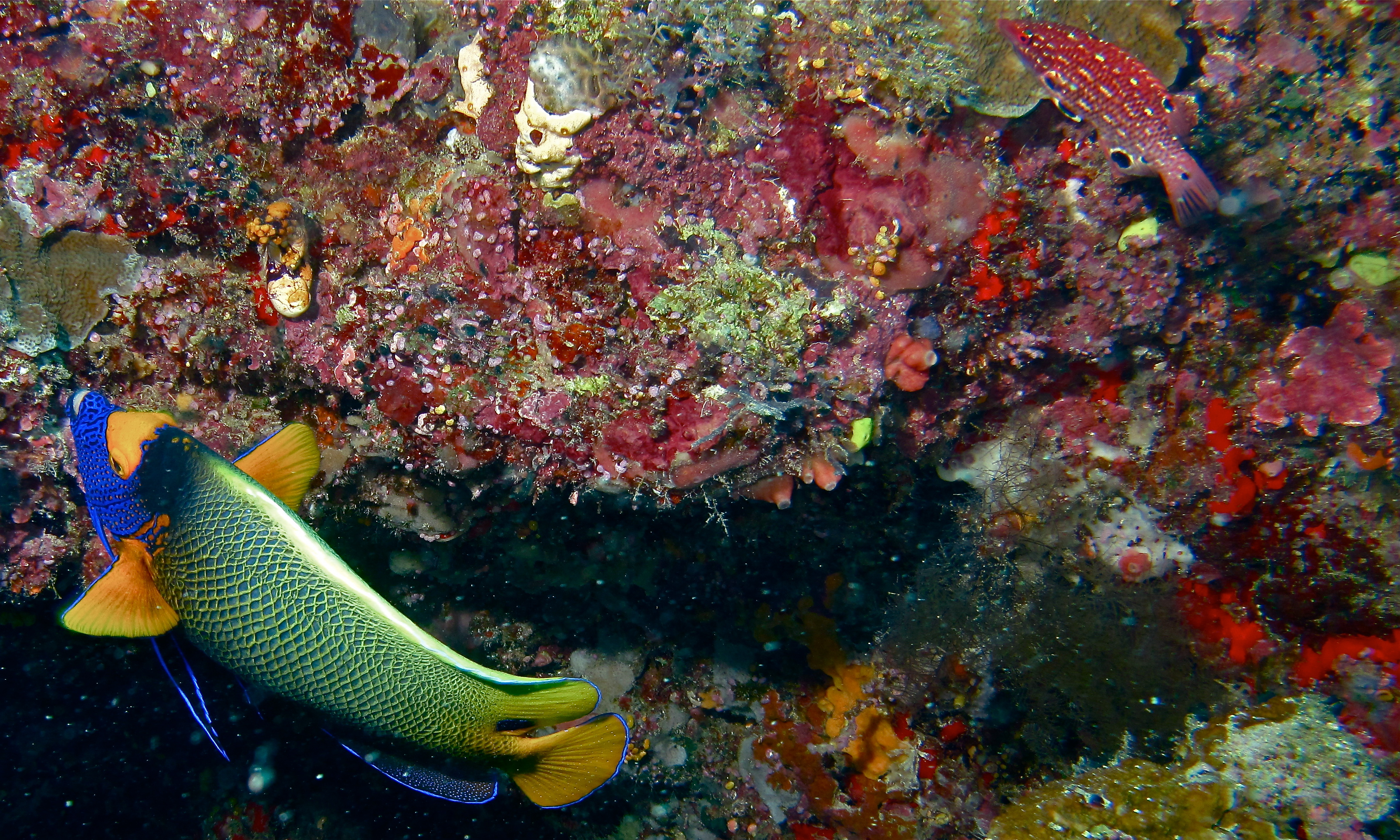
Vue de dessus

C'est un  poisson solitaire et territorial qui peut mesurer jusqu'à 38 cm de long. Il se nourrit d'éponges et d'invertébrés benthiques ainsi que de tuniciers et d'algues des coraux.